# Sarcodraba andina
Sarcodraba andina är en korsblommig växtart som beskrevs av Otto Eugen Schulz. Sarcodraba andina ingår i släktet Sarcodraba och familjen korsblommiga växter. Inga underarter finns listade i Catalogue of Life.